# تپه پرکن
تپه پرکن مربوط به دوران پیش از تاریخ ایران باستان تا دوران‌های تاریخی پس از اسلام است و در شهرستان درگز، بخش مرکزی، روستای پرکن واقع شده و این اثر در تاریخ ۱۰ دی ۱۳۸۱ با شمارهٔ ثبت ۶۷۱۴ به‌عنوان یکی از آثار ملی ایران به ثبت رسیده‌است.